# جورجيوس بانتيس
جورجيوس بانتيس (باليونانية: Γιώργος Μπαντής)‏ (30 أبريل 1985 - ) هو لاعب كرة قدم يوناني في مركز حراسة المرمى. لعب مع نادي أستيراس تريبوليس ونادي إيراكليس.

## وصلات خارجية
- جورجيوس بانتيس على موقع Soccerway.com (الإنجليزية)
- جورجيوس بانتيس على موقع AS.com (الإسبانية)